# روينا والاس
روينا والاس (بالإنجليزية: Rowena Wallace)‏ هي ممثلة بريطانية وأسترالية، ولدت في 23 أغسطس 1947 في المملكة المتحدة.

## وصلات خارجية
- روينا والاس على موقع IMDb (الإنجليزية)
- روينا والاس على موقع قاعدة بيانات الفيلم (الإنجليزية)